# Белозёрский сельсовет (Оренбургская область)
Белозёрский сельсовет — сельское поселение в Октябрьском районе Оренбургской области Российской Федерации.
Административный центр — село Белозёрка.

## История
9 марта 2005 года в соответствии с законом Оренбургской области № 1921/358-III-ОЗ образовано сельское поселение Белозёрский сельсовет, установлены границы муниципального образования.
26 июня 2013 года в соответствии с законом Оренбургской области № 1661/464-V-ОЗ в состав сельсовета включен упразднённый Успенский сельсовет.

## Население
| 2010 | 2012 | 2013 | 2014 | 2015 | 2016 | 2017 |
| ---- | ---- | ---- | ---- | ---- | ---- | ---- |
| 471  | ↘460 | ↗468 | ↗721 | ↘668 | ↘636 | ↘617 |
| 2018 | 2019 | 2020 | 2021 |      |      |      |
| ↘578 | ↘542 | ↘530 | ↘501 |      |      |      |

## Состав сельского поселения
| № | Населённый пункт | Тип населённого пункта       | Население |
| - | ---------------- | ---------------------------- | --------- |
| 1 | Белозёрка        | село, административный центр | 441       |
| 2 | Людвиновка       | село                         | 30        |
| 3 | Успенка          | село                         | ↗306      |